# Biebel
Biebel é o personagem-título da série de histórias em quadrinhos escrita por Marc Legendre, sob o pseudônimo de Ikke. Ele foi criado em 1983 para a revista Robbedoes e foi publicado até o ano de 2002.
Biebel com êxito apareceu em 28 quadrinhos álbuns publicados por Standaard Uitgeverij, o primeiro dos quais foi lançado em 1985, e a série também foram publicados na revista Suske en Wiske Weekblad.

## Sinopse
Biebel é um menino careca com uma atitude sarcástica perante a vida. Seu melhor amigo é Reggie que é mais feliz e despreocupado, e, portanto, uma irritação para Biebel.